# Добра-Вода
До́бра-Во́да — небольшой поселок в районе общины города Бар, Черногория, отличающийся своим лечебным воздухом.

## Демография
В посёлке проживает 757 человека, средний возраст которых составляет 38,3 года (37,2 для мужчины и 39,4 для женщины). В посёлке имеется 306 домохозяйств, со средней плотностью семьи 3,25 чел./сем.
| Год  | Кол-во чел. |
| ---- | ----------- |
| 1948 | 588         |
| 1953 | 643         |
| 1961 | 676         |
| 1971 | 672         |
| 1981 | 775         |
| 1991 | 850         |
| 2003 | 1138        |

## Достопримечательности
В период советско-югославских отношений югославские учёные открыли здесь и в соседнем посёлке Утеха реабилитационные центры для больных астмой, но из-за внутренних конфликтов и войны, центры так и не были открыты для широкого посещения.
В настоящий момент это место считается одним из самых чистых и экологически полезных в Европе для больных сердечно-сосудистыми заболеваниями и, особенно, для астматиков.